# Seis días de Oakland
Los Seis días de Oakland fue una carrera de ciclismo en pista, de la modalidad de seis días, que se corrió en Oakland (Estados Unidos). Su primera edición data de 1935 y duró hasta 1937, disputándose tres ediciones.

## Palmarés
| Año  | Ganadores                    | Segundos                       | Terceros                            |
| ---- | ---------------------------- | ------------------------------ | ----------------------------------- |
| 1935 | Jules Audy Reginald Fielding | Bobby Echeverria Lew Rush      | Harold Nauwens Jack Sheehan         |
| 1936 | George Dempsey Lew Rush      | Bobby Echeverria Henry O'Brien | Russell Allen Xavier Van Slembroeck |
| 1937 | George Dempsey Cecil Yates   | Jerry Rodman Freddy Zach       | Raymond Bedard George Shipman       |